# Rubén Ramírez Lezcano
Rubén Darío Ramírez Lezcano (Asunción, 11 de enero de 1966) es un economista y diplomático paraguayo. Actualmente es el ministro de Relaciones Exteriores en el gobierno de Santiago Peña, cargo que ya había ejercido de 2006 al 2008 bajo la presidencia de Nicanor Duarte Frutos.

## Biografía
Nació el 11 de enero de 1966 en Asunción, Paraguay, descendiente de Rubén Darío Ramírez y Lucía Lezcano de Ramírez; contrajo matrimonio con Adriana Cabelluzzi, con quien procreó a Martín Darío y Santiago Andrés. 
Obtuvo su bachiller en ciencias y letras del Colegio Santa Teresa de Jesús de Ciudad del Este. Sus estudios superiores lo llevaron a la Facultad de Ciencias Económicas y Sociales de la Universidad de Buenos Aires, donde se graduó en Economía en 1987. Amplió sus conocimientos con una maestría en política internacional en la Universidad de la Sorbona de París en 1989, así como con estudios de administración de negocios en la Universidad de California, Los Ángeles en 1998.
En su carrera diplomática, ascendió al estatus de embajador por el sistema jerárquico del Ministerio de Relaciones Exteriores en 2004, además de desempeñarse como viceministro de Relaciones Económicas e Integración.
Adicionalmente, complementó su formación con diversos programas de posgrado, incluyendo formación en relaciones internacionales en la Academia Diplomática Antonio G. Quevedo en Quito, Ecuador (1993), promoción comercial y gestión de negocios en Asia en el Ministerio de Economía de la República de China (Taiwán) (1994), especialización en Integración económica internacional en el Colegio de Altos Estudios Europeos Miguel Servet y la Universidad Sorbona, Francia (1995), y desarrollo de la competitividad en Harvard Business School, EE. UU. (1999).
Su trayectoria incluyó la ocupación de diversos cargos diplomáticos, así como la representación de la Corporación Andina de Fomento (CAF) en Argentina y Panamá, donde desempeñó un papel crucial en la promoción de proyectos de infraestructura, energía, comunicaciones, educación y desarrollo social. Sus logros incluyen la estructuración del financiamiento para la ampliación del canal de Panamá, la implementación del primer metro en la Ciudad de Panamá, el desarrollo de corredores bioceánicos en Argentina, proyectos de energía de alta tensión, mejoras en la red ferroviaria, entre otros.
Además de su dominio en español y guaraní, Rubén Ramírez Lezcano posee competencia lingüística en inglés, francés y portugués.
En el ámbito académico, ha ejercido como docente invitado en diversas instituciones educativas, entre las que destacan la Universidad de Buenos Aires, la Universidad de París I Panthéon-Sorbonne, la George Washington University, la École nationale d'administration y el Colegio de Altos Estudios Europeos Miguel Servet.

## Funciones en la carrera diplomática
Rubén Ramírez Lezcano ha desempeñado una amplia gama de roles en su carrera diplomática:
- Asesor de Asuntos Económicos de la Presidencia de la República (1989);
- Encargado del Departamento Comercial en la Embajada del Paraguay en Buenos Aires, Argentina (1989-92);
- Encargado de Negocios y de la Embajada del Paraguay en Quito, Ecuador (1992-94);
- Director general del Consejo Nacional de Comercio Exterior del Ministerio de Relaciones Exteriores (1994-96);
- Representante alterno ante la Unesco y consejero de la Embajada del Paraguay en París, Francia (1996-98);
- Cónsul general del Paraguay en Los Ángeles, California, EE. UU. (1998-99);
- Director general de Promoción de las Exportaciones e Inversiones del Ministerio de Relaciones Exteriores PRO PARAGUAY (1999-00).
- Ministro de Embajada y representante permanente alterno del Paraguay ante la Asociación Latinoamericana de Integración (ALADI), Montevideo, Uruguay (2000);
- Representante alterno del Paraguay ante Naciones Unidas y Organismos Descentralizados, así como representante ante la Organización Mundial de Comercio en Ginebra, Suiza (2001);
- Coordinador del Grupo Mercado Común por Paraguay (2004); promovido al rango de embajador por el escalafón diplomático del Ministerio de Relaciones Exteriores (2004);
- Viceministro de Relaciones Económicas e Integración;
- Ministro de Relaciones Exteriores en el gabinete del presidente Nicanor Duarte Frutos por decreto del poder ejecutivo N.° 8072, cargo ejercido hasta el 15 de agosto de 2008.

La prensa local destacó sus cualidades en su primer mandato: 

Es uno de los principales negociadores económicos del Paraguay. Tiene 40 años y hasta antes de su nombramiento como ministro se desempeñaba como uno de los tres viceministros de Relaciones Exteriores. Específicamente, como viceministro de Relaciones Económicas Internacionales e Integración. Ramírez Lezcano es diplomático de carrera y prestó servicios en las Embajadas nacionales en Argentina, Ecuador y Francia, fue director general de Pro-Paraguay y embajador ante las Naciones Unidas con sede en Ginebra (Suiza). Ramírez Lezcano es uno de los más jóvenes que asumen el cargo.
En ABC Color (23 de agosto de 2006) 

### Ministro de Relaciones Exteriores

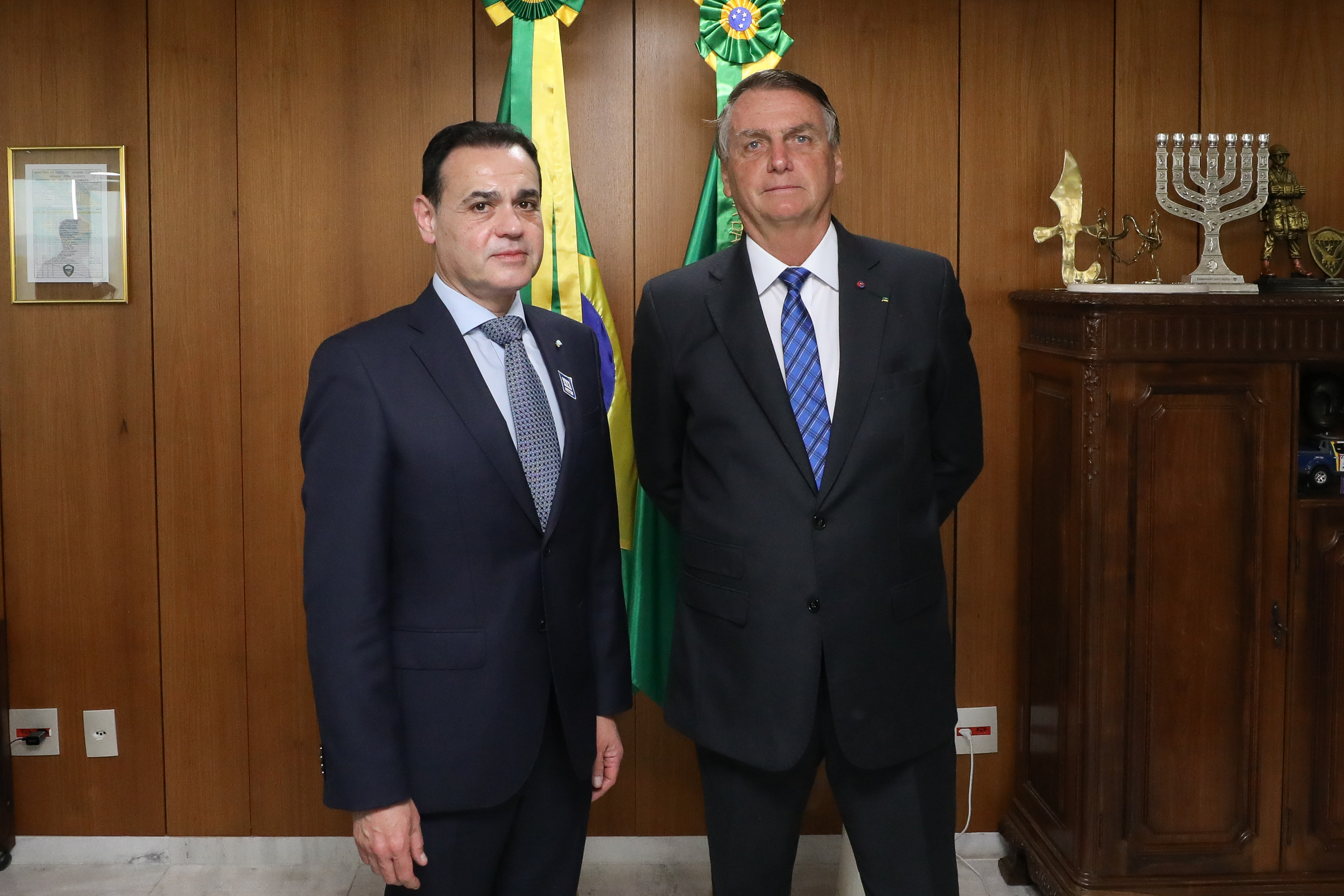
Ramírez Lezcano con Jair Bolsonaro en septiembre de 2022

Fue nombrado ministro de relaciones exteriores en el gabinete del presidente Nicanor Duarte Frutos, nombrado por Decreto del Poder Ejecutivo N° 8072 en el año 2006, cargo que ejerció hasta el término del mandato presidencial el 15 de agosto de 2008.

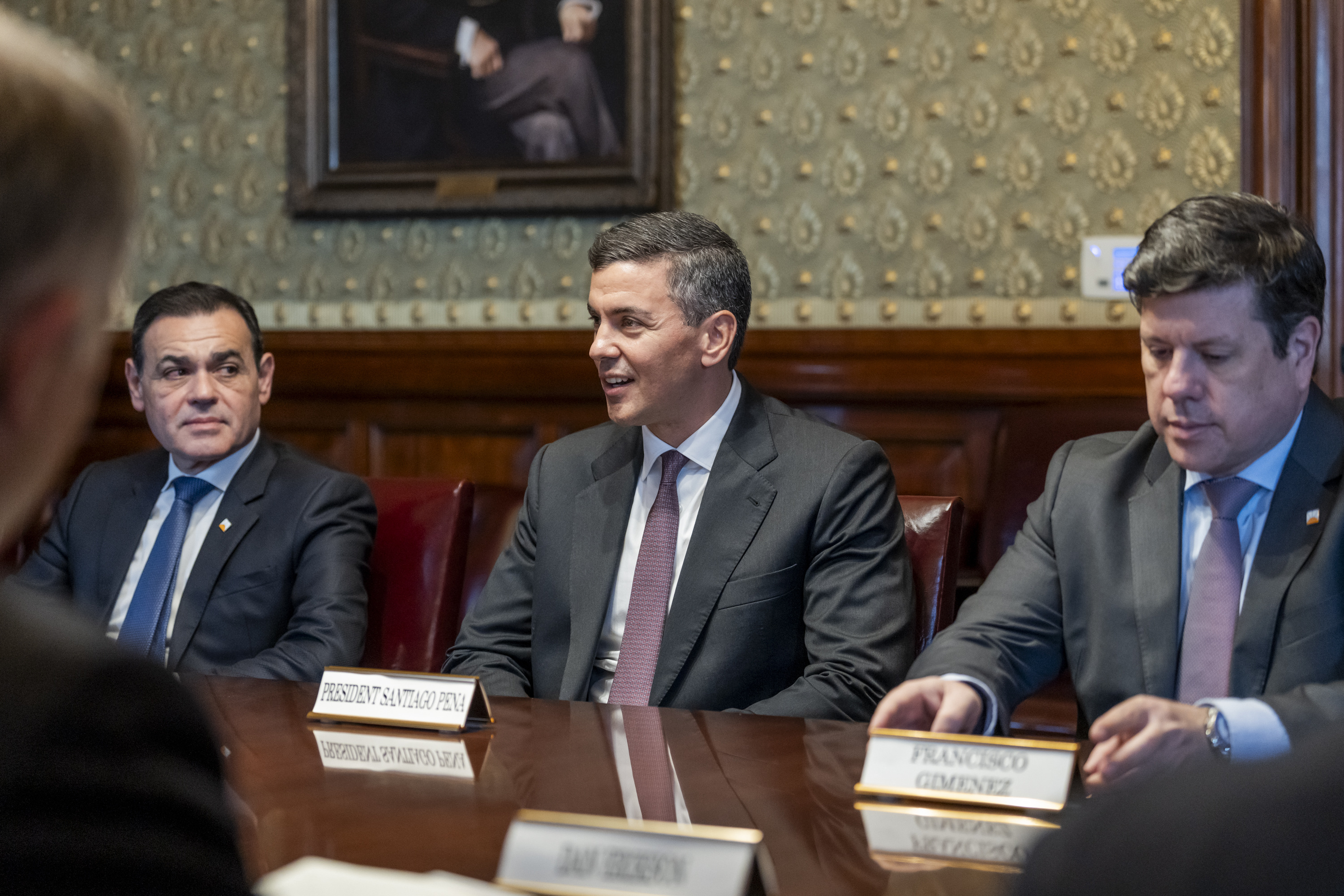
Rubén Ramírez Lezcano (izquierda) junto al presidente de Paraguay, Santiago Peña, en mayo de 2024.

El 8 de junio de 2023 fue nuevamente fue designado como ministro de relaciones exteriores por el entonces presidente electo, Santiago Peña. Fue juramentado el 15 de agosto de 2023.
A inicios de 2025, Ramírez Lezcano anunció su candidatura para la Secretaría General de la OEA, reemplazando al uruguayo Luis Almagro. Era visto como el candidato más cercano a los intereses geopolíticos de Donald Trump.
Era candidato en la elección para secretario general contra el surinamés Albert Ramdin, pero en marzo de ese año, el presidente Peña anunció que se retiraría la candidatura de Ramírez Lezcano, después de que varios países miembros de la OEA anunciaran su intención de votar a favor de Ramdin.

## Condecoraciones
Fue distinguido con las máximas condecoraciones en el Grado de Gran Cruz de la Orden Nacional al Mérito, otorgadas por los Gobiernos de Argentina, Bolivia, Brasil, Chile, China, Ecuador, España, EE. UU., Francia, México, Orden Soberana de Malta, Perú, Rusia, Ucrania, Uruguay y la Santa Sede.[cita requerida]
- Condecoración de la Orden Nacional al Mérito en el Grado de Comendador de la República del Ecuador.
- Condecoración de la Orden Nacional del Cóndor de Los Andes, en el Grado de Gran Cruz, de Bolivia (2006).[12]
- Orden de la Estrella Brillante en el grado de Gran Cordón de Taiwán (2006).[13]
- Medalla de la República Oriental del Uruguay (2006).[14]
- Condecoración de la Orden Mexicana del Águila Azteca en el grado de Banda, de México (2007).

En 2006, fue elegido «Joven Líder Global» por el Foro Económico Mundial, entregada por la reina Rania de Jordania en Ginebra, entre otras.